# Nový židovský hřbitov v Liběšicích
Nový židovský hřbitov v Liběšicích se nachází asi 1,5 kilometru východně od obce Liběšice a je přístupný od silnice směrem na Tuchoměřice. Založen byl v roce 1897 a na celkové ploše 1800 m2 se dochovalo pouze 7 náhrobních kamenů z let 1900 až 1915. Hřbitov je opuštěný, neudržovaný, poničený a jeho stav je celkově horší, než stav starého židovského hřbitova. V areálu hřbitova se nachází dva domky pro hrobníky s maurskými okny, z nichž se však dochovala jen torza.